# Kai Johansen (diplomat)
 Der er flere personer med dette navn, se Kaj Johansen.
Kai Johansen (født 9. oktober 1902 i Næstved, død 10. september 1971 i Afrika) var en dansk modstandsmand, journalist og diplomat.

## Uddannelse og karriere i venstrepressen
Han var søn af slagtermester P. Johansen (død 1944) og hustru Anna f. Rasmussen (død 1953) og fik sin journalistiske uddannelse ved Næstved Tidende. Han blev senere ansat ved Vendsyssel Tidende i Hjørring, var journalist ved Venstres Pressebureau 1930-35 og var korrespondent i London til den danske venstrepresse fra 1936. I 1938 blev Kai Johansen leder af Landbrugsrådets pressesekretariat, hvilket han var til 1948. Her redigerede han bl.a. Landbrugsrådets beretning Landbrugsudstillingen på Bellahøj 1938. Han var desuden pressesekretær ved Det Internationale Handelskammers kongres i København 1939 og sekretær i Landbrugets radioudvalg og filmsudvalg 1943-48. Han var medarbejder ved Det Danmark vi bygger (1943).

## Besættelsen
Under besættelsen var Johansen medarbejder ved det illegale nyhedsbureau Information og andre illegale blade, og han var daglig leder af Informations redaktion fra oktober 1944 til befrielsen i maj 1945. Han var medarbejder ved udgivelsen Danmarks Frihedskamp.
Han var medlem af bestyrelsen for Dansk Kulturfilm 1946-48.

## Diplomatisk karriere
Dernæst blev Johansen i 1948 presseattaché ved den danske ambassade i Washington D.C., hvilket han var til 1960. Senere blev han pressechef i Udenrigsministeriet og i 1968 Danmarks ambassadør i Kenya, hvilket var en meget udsædvanlig udnævnelse, når det medtænkes, at Johansen ikke var uddannet jurist eller skolet som diplomat. Men hans usædvanlige evner førte til udnævnelsen. I 1970 blev han tillige Danmarks ambassadør i Malawi, og ved sin død i 1971 var han desuden Danmarks ambassadør i Tanzania, Uganda og Zambia.
Han døde i 1971 på vej med sine akkreditiver som Danmarks nye ambassadør i Botswana. Lasse Jensen erindrer: "Jeg mindes en væltet bil på en landevej i Botswana, som jeg slap fra med en forvredet skulder, mens min medpassager, udenrigsministeriets tidligere legendariske pressechef og ambassadør Kai Johansen blev så hårdt kvæstet, at han senere døde i et ambulancefly på vej til Johannesburg."
Han var dekoreret med Dannebrogordenen.
Han var gift med Gudrun Madsen, datter af skoleinspektør Anders Madsen, Horsens og hustru Birgitte Kristine født Kjær.